# Terrico White
Terrico Reshad White (* 7. März 1990 in Memphis, Tennessee) ist ein amerikanischer Basketballspieler. Er spielt in der südkoreanischen KBL für die Seoul SK Knights auf der Position des Guards.

## College
Während seiner zweijährigen College-Zeit erreichte er einmal das NIT-Tournament. Zudem nahm er an der Basketball U-19 Weltmeisterschaft 2009 in Neuseeland teil und gewann mit dem Team USA die Goldmedaille.

## NBA
Beim NBA-Draft 2010 wurde er an 36. Stelle von den Detroit Pistons gedraftet. Am 13. August 2010 gaben die Pistons bekannt, das sie sich mit White auf einen Zwei-Jahres-Vertrag geeinigt haben. Der athletische Spieler, der mit seinen Fähigkeiten beim „Slam Dunk“ bereits im Vorfeld der Saison auf sich aufmerksam gemacht hatte, brach sich jedoch in der Saisonvorbereitung den Fuß und konnte die gesamte Spielzeit NBA 2010/11 nicht eingesetzt werden. Im Dezember 2011 trennten sich die Pistons vor Saisonbeginn der wegen des NBA „Lockouts“ verkürzten Saison schließlich von White. Nachdem dieser bei einem Trainingslager der New Orleans Hornets nicht überzeugen konnte, schloss er sich in der NBA Development League den Idaho Stampede an.

## Europa
Zu Beginn der Spielzeit 2012/13 wechselte White zum KK Radnički aus Kragujevac in Košarkaška liga Srbije. Mit diesem Verein spielte er auch in der Adria-Liga. Es folgten Stationen bei Royal Halı Gaziantep in der Türkei, in Israel bei Hapoel Eilat und beim russischen Klub BK Jenissei Krasnojarsk. 2015 bis 2016 spielte in der NBA Development League für Bakersfield Jam.

## Australien
von 2018 bis 2020 spielte Terrico White für die Perth Wildcats. 